# 考陶爾德山
考陶爾德山（英語：Mount Courtauld）是南極洲的山峰，位於帕爾默地，處於喬治六世海峽以東17公里，海拔高度2,105米，在1936年由英國探險隊測量，現時由南極條約體系管理。

## 外部連結
. . United States Geological Survey.   [2011-11-29].
70°21′S 67°28′W / 70.350°S 67.467°W